# Småsagsproces
Småsagsprocessen er en måde i dansk retspleje, der skal gøre det lettere at opnå en retsafgørelse af tvister i mindre sager. Småsagsprocessen er tiltænkt at finde anvendelse ved sager med en økonomisk værdi på højst kr. 50.000.
I sager, der behandles efter småsagsprocessen er det retten, der varetager sagens forberedelse i modsætning til almindelige sager, hvor sagsforberedelsen varetages af sagens parter og disses advokater. 

## Eksternt link
- Småsagsproces på domstol.dk Arkiveret 10. august 2011 hos  Wayback Machine

## Reference
1. ↑  side 6 i Notat om tilvalg af småkravsprocedureforordningen på justitsministeriet.dk

| Jura | Spire Denne juraartikel er en spire som bør udbygges. Du er velkommen til at hjælpe Wikipedia ved at udvide den. |